# ショットランサー
ショットランサー (Shot Lancer) は、アニメ映画『機動戦士ガンダムF91』および漫画『機動戦士クロスボーン・ガンダム』に登場する架空の武装。
本項では、テレビアニメ『機動戦士Vガンダム』で登場した、同武装の射出兵器ジャベリンユニットについても記載する。

## ショットランサー
アニメ映画『機動戦士ガンダムF91』で初登場。作中における主人公の交戦勢力「クロスボーン・バンガード」 (CV) のモビルスーツ (MS) が使用するランス（槍）状の武装。
設定上はCVのMSがコロニー内戦闘を想定していたことから開発されたものであり、住民保護の観点から敵機を爆発させないための装備として採用された。白兵戦用の打突武器としてだけでなく、先端の穂先部分を弾体としてリニアガンの原理で回転射出し、高い運動エネルギーによって攻撃することが可能である。射出された弾体は、装甲板式シールドやガンダリウム合金製の装甲であっても貫通できる。また、弾体である穂先は4ブロックから形成されており、数度の射撃が可能となっている。穂先の射出以外に補助の射撃武装として、ランスの鍔に相当する部分にマシンキャノンが内蔵されている。

## ジャベリンユニット
テレビアニメ『機動戦士Vガンダム』に登場するMSのジャベリンが、背部に換装可能なショットランサー（設定画ではジャベリンユニットとも記述される）を装備する。CV製ショットランサーと同様の手持ち武装ではなく、ガンダムF91のヴェスバーのように腰部からせり上げて使用する独自の形式となっている。

## ショットランサーを装備したMS
- デナン・ゾン
- エビル・S
- ベルガ・ダラス
- ベルガ・ギロス
- ベルガ・バルス
- ビギナ・ギナ
  - アーケードゲーム『機動戦士ガンダム ガンダムVS.ガンダム』、『機動戦士ガンダム ガンダムVS.ガンダムNEXT』内でのみ装備。
- ビギナ・ギナII
- ビギナ・ギナII（木星決戦仕様）
- ゾンド・ゲー
- クロスボーン・ガンダムX2
- ジャベリン